# European Youth Olympic Festival
European Youth Olympic Festival (EYOF), på svenska benämnt Europaungdoms-OS, är återkommande tävlingar i olika idrottsgrenar och hålls i Europa sommar och vinter vartannat år för idrottare mellan 14 och 18 år gamla från de 48 medlemsländerna av European Olympic Committees. De första sommarspelen hölls i Bryssel 1991 och de första vinterspelen 1993 i Aosta. European Youth Olympic Festival är det enda all-europeiska sportevenemanget för flera sporter samtidigt.

## Spel
| Sommarspel - 1991 – Belgien, Bryssel - 1993 – Nederländerna, Valkenswaard - 1995 – Storbritannien, Bath - 1997 – Portugal, Lissabon - 1999 – Danmark, Esbjerg - 2001 – Spanien, Murcia - 2003 – Frankrike, Paris - 2005 – Italien, Lignano Sabbiadoro - 2007 – Serbien, Belgrad - 2009 – Finland, Tammerfors - 2011 – Turkiet, Trabzon - 2013 – Nederländerna, Utrecht - 2015 – Georgien, Tbilisi - 2017 – Ungern, Győr - 2019 – Azerbajdzjan, Baku - 2022 – Slovakien, Banská Bystrica - 2023 – Slovenien, Maribor - 2025 – Nordmakedonien, Skopje | Vinterspel - 1993 – Italien, Aosta - 1995 – Andorra, Andorra - 1997 – Sverige, Sundsvall - 1999 – Slovakien, Poprad-Tatry - 2001 – Finland, Vuokatti - 2003 – Slovenien, Bled - 2005 – Schweiz, Monthey - 2007 – Spanien, Jaca - 2009 – Polen, Bielsko-Biała, Cieszyn, Tychy, Szczyrk, Wisła - 2011 – Tjeckien, Liberec - 2013 – Rumänien, Brașov - 2015 – Österrike/ Liechtenstein, Vorarlberg, Vaduz - 2017 – Turkiet, Erzurum - 2019 – Bosnien och Hercegovina, Sarajevo - 2022 – Finland, Vuokatti - 2023 – Italien, Friuli-Venezia Giulia - 2025 – Georgien, Bakuriani |